# Boladı
Boladı è un comune dell'Azerbaigian situato nel distretto di Lənkəran.